# イェファー
イェーファーまたはイェーヴァー（Jever）はドイツのニーダーザクセン州フリースラント郡（Friesland）にある人口14000人ほどの街である。この街で造られるビールの銘柄名としても知られる。

## 概要
ローマ時代はカウキー族（Chauci）の居住地であったと考えられる。9世紀にイェーファーとリュシュトリンゲン（Rüstringen）はフランク王ルートヴィヒ1世によって、デンマーク人の王ハーラル・クラークに与えられた。中世においてはGeveraeとして知られ、ザクセン公、ヴェルフ家、オルデンブルク家に領有された。13世紀には首長を選挙で選ぶことが許されたという記録がある。
中世が終わる頃には港は無くなっていたが、イェーファーは貿易や商業の独立した町として栄えた。1511年に首長エド・ヴィームケン（de）が死ぬと西フリースラント伯エツァルト1世（en）によって占領されたが、エド・ヴィームケンの娘マリアのもとで独立を回復した。1575年にマリアの遺志でオルデンブルク家の領地となった。その後アンハルト＝ツェルプスト家に引き継がれ、オルデンブルク公フリードリヒ・アウグスト1世の死後、ロシアの領地となった。ナポレオン戦争を経て、1808年から1810年はオランダ王国に領有され、フランスの退潮により、ロシアの手に戻り1818年オルデンブルク公の領地に戻った。
アンハルト＝ツェルプスト家は商業の秘密や自由を保障する政策をとったので、イェーファーはフリースラントにおけるユダヤ人のおもな居住地となり、19世紀にそのピークを迎えた。その後、経済的なチャンスを求めてより大きい町に移住が行われ、1920年代からは反ユダヤ主義からの亡命のためにユダヤ人社会は縮小された。1933年にはイェーファーのユダヤ人は98人に減った。『水晶の夜』に1802年に設立されたシナゴーグは完全に破壊され、ホロコーストで少なくとも63人が殺された。

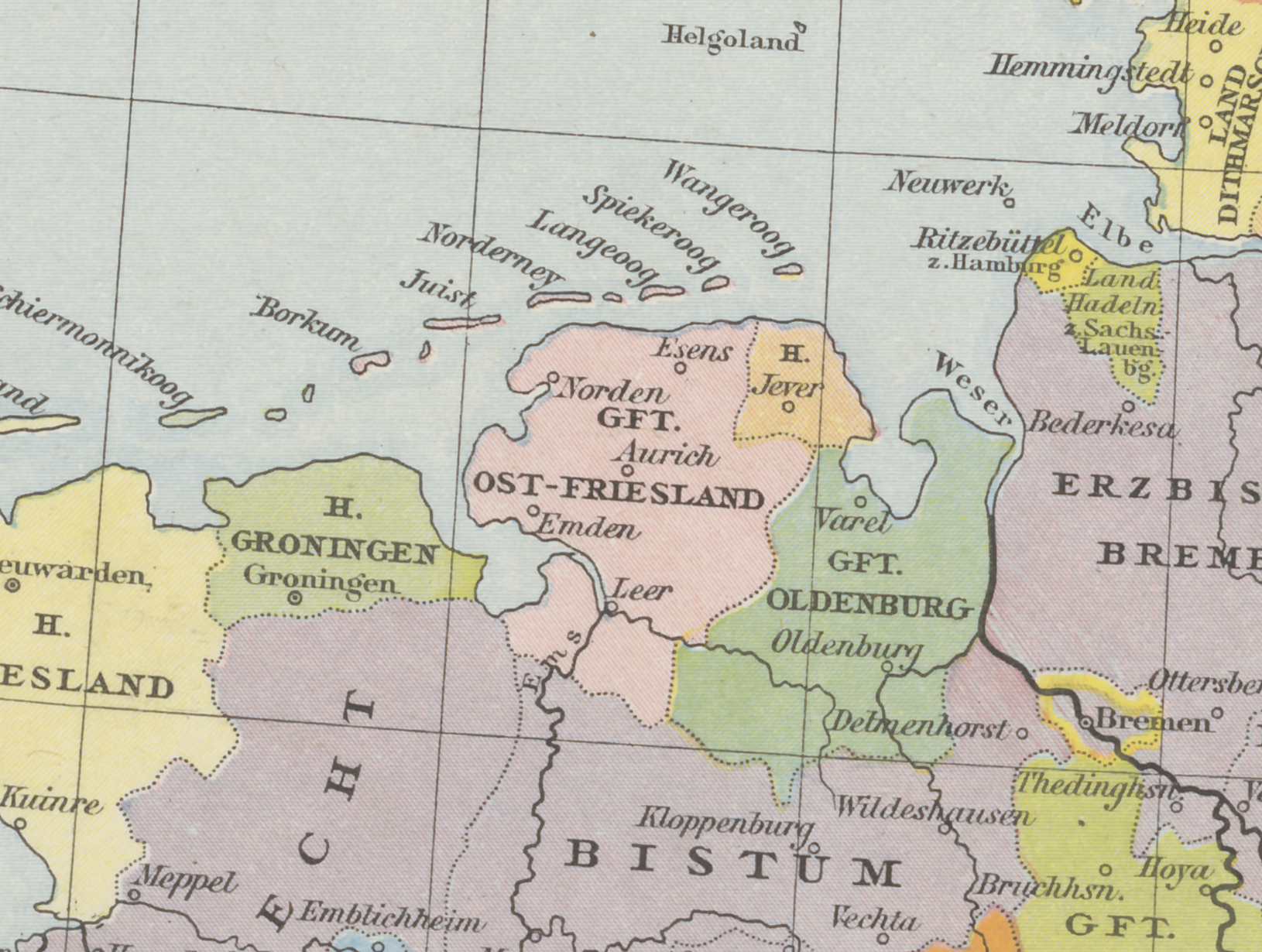
1500年頃のイェーファー領
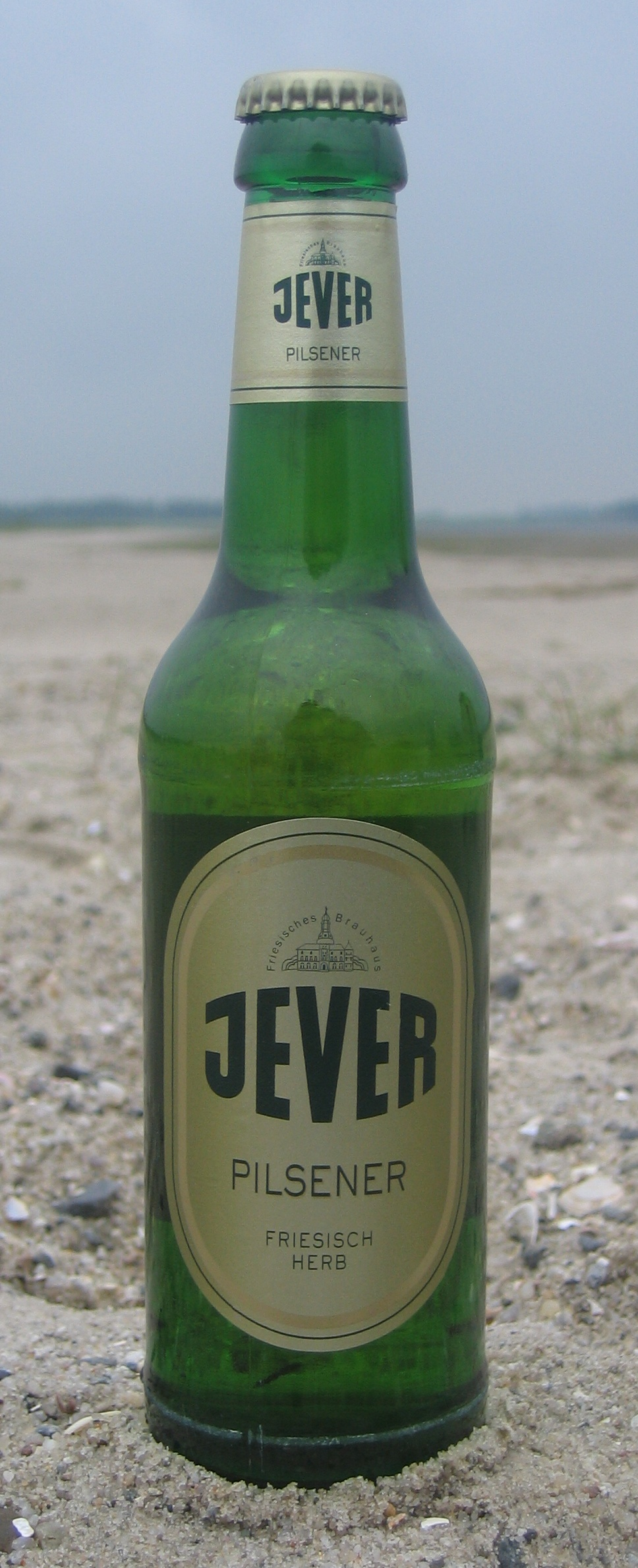
イェーファービール
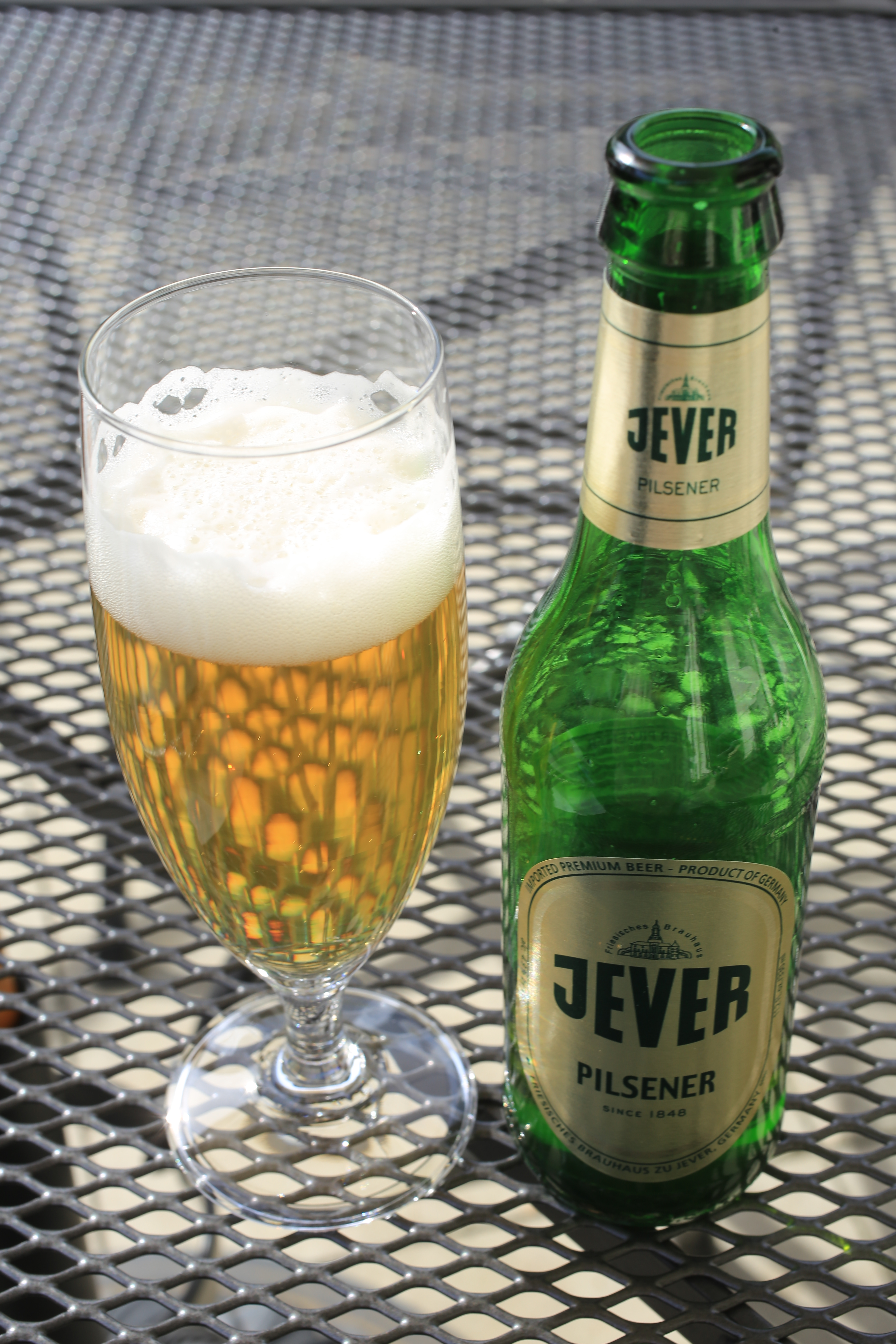
イェーファービール